# Новий Пшилеп
Новий Пшилеп (пол. Nowy Przylep, нім. NeuPrilipp) — село в Польщі, у гміні Варниці Пижицького повіту Західнопоморського воєводства.
Населення — 150 осіб (2011).
У 1975-1998 роках село належало до Щецинського воєводства.

## Демографія
Демографічна структура станом на 31 березня 2011 року:
|          | Загалом | Допрацездатний вік | Працездатний вік | Постпрацездатний вік |
| -------- | ------- | ------------------ | ---------------- | -------------------- |
| Чоловіки | 79      | 21                 | 50               | 8                    |
| Жінки    | 71      | 11                 | 45               | 15                   |
| Разом    | 150     | 32                 | 95               | 23                   |